# Samborowo (dolina)

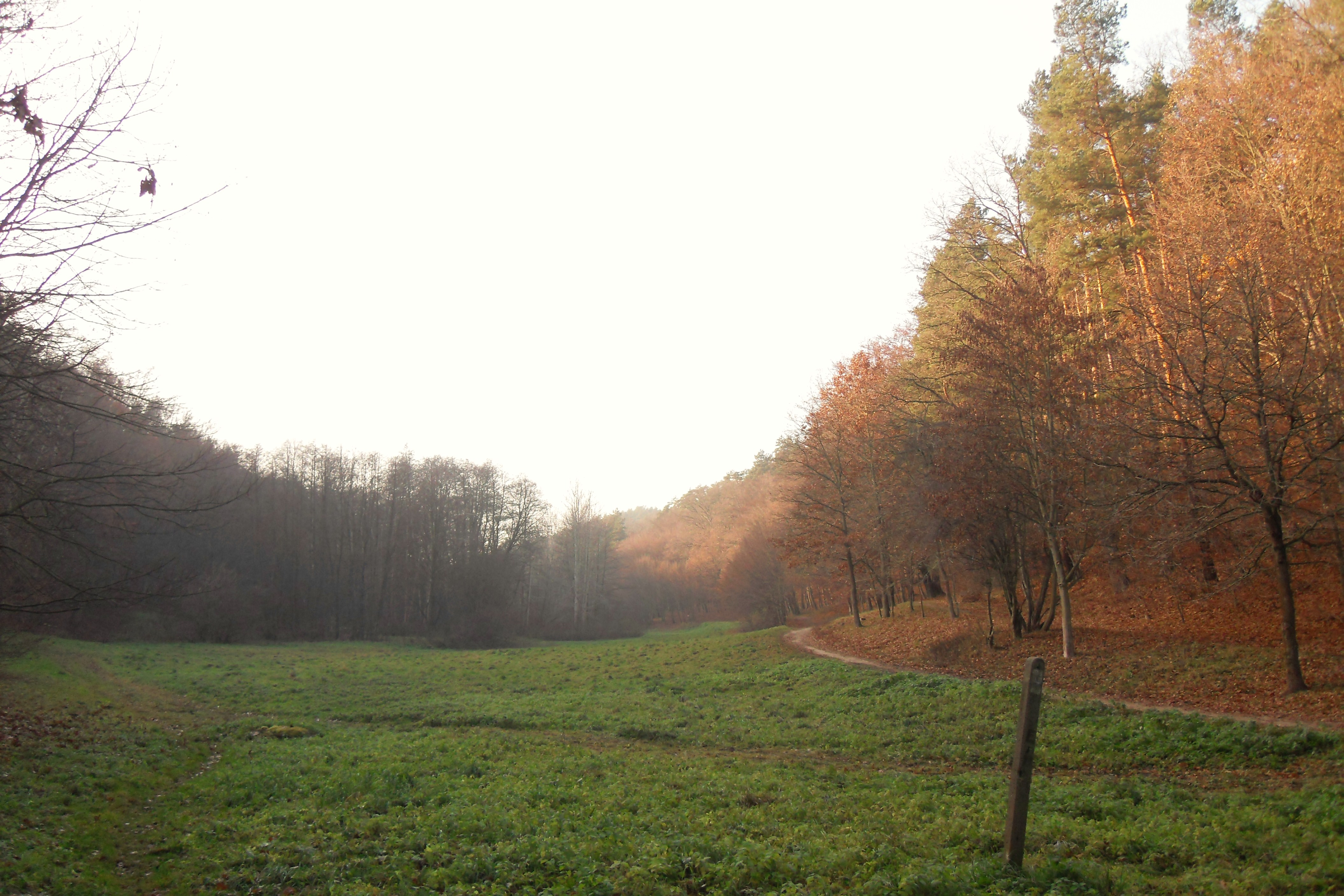
Dolina Samborowo

Samborowo, Dolina Henrietty (niem. Henriettental) – polodowcowa, płaskodenna dolina w Gdańsku, położona na obszarze Trójmiejskiego Parku Krajobrazowego w kompleksie leśnym Lasów Oliwskich, stanowiąca naturalne przedłużenie ulicy Antoniego Abrahama.
U krańca ul. Abrahama zaczyna się również Dolina Źródlana, zwana też Zieloną Doliną, a dawniej Doliną Renkego (od nazwiska dzierżawiącego ją wozaka). Zarośnięte wierzbami miejsce wskazuje miejsce dawnej lokalizacji stawu, który zanikł wraz z zasilającym go strumieniem po wybudowaniu ujęcia wody w dolinie Samborowo.
Leśne drogi łączą dolinę m.in. z Niedźwiednikiem, rezerwatem Wąwóz Huzarów, Doliną Radości i sanktuarium w Matemblewie. W okolicznych lasach znajdują się pozostałości po stanowiskach niemieckiej artylerii przeciwlotniczej i ślady po dawnej skoczni narciarskiej. Nazwa doliny wywodzi się od księcia gdańskiego Sambora I, który w 1186 ufundował klasztor w Oliwie. Prowadzi tędy Szlak Skarszewski – zielony znakowany szlak turystyczny. W dolinie znajduje się 11 około 300-letnich pomnikowych dębów, w tym Gruby Dąb – jedno z największych drzew w Trójmieście (pomnik przyrody nr 206A o obwodzie 5,6 m). Dęby te mają przeciętnie 25 m wysokości oraz obwód: pomnik przyrody nr 199 – 3,63 m (i ten wyjątkowo 23 m wysokości), nr 206B – 3 m, nr 206C – 2,7 m, nr 302A – 3,51 m, nr 302B – 2,85 m, nr 302C – 3,03 m, nr 302D – 2,67 m, nr 424A – 4,21 m i 28 m wysokości, nr 424B – 2,94 m, nr 424C – 3,92 m. U krańca ul. Abrahama znajduje się wydobyty w czasie prac budowlanych w połowie l. 70 granitowy głaz narzutowy – obecnie pomnik przyrody nr 428.
W latach 1930.-70. funkcjonowała tu skocznia narciarska.